# Рибен дол
Рѝбен дол е село в Южна България, община Баните, област Смолян.

## География

### Разположение
Село Рибен дол се намира в източната част на Западните Родопи , на границата между областите Смолян, Пловдив и Кърджали. Разположено е в ориентираната от запад на изток долина на река Рибен дол (ляв приток на Давидковска река), и по стръмните склоновете на двете съседни ѝ възвишения, на 2 – 3 км източно от село Планинско, в чиито околности реката има своето начало. Река Рибен дол навлиза в селото от запад при надморска височина около 1100 метра и го напуска на изток при около 700 метра. 

### Население
При преброяването на населението в България през 2011 г., от общо 16 души население на Рибен дол, 13 лица са се самоопределили като българи . От данните за населението по населени места в Националния регистър на населените места  следва, че от 1934 г. (1140 души) до 1956 г. (1539 души) населението е нараснало с около 35%, а през 2018 г. (16 души) е намаляло спрямо 1934 г. с около 98,6% и спрямо 1956 г. – с около 99%, при което само за периода от 1956 г. до 1992 г. (32 души) спадът е бил около 98%.

## История
Селото – тогава с име Балъклъ̀ дере – е в България от 1912 г. Преименувано е на Рибни дол с министерска заповед № 2820, обнародвана на 14 август 1934 г. и на Рибен дол – с указ № 960, обнародван на 4 януари 1966 г.  Към 31 декември 1934 г.  към село Рибен дол спадат махалите Планина, Шарен нос (Ала борун) и Шипка.  През 1978 г. към село Рибен дол е присъединено село Хамбар (Хамбар дере) , като към 31 декември 1934 г. към село Хамбар спада махалата Мурва река. 
В село Рибен дол имало две начални училища, едното било в долната част на селото, непосредствено до река Рибен дол, а другото в махала Тухлата. Към момента същите са разрушени и могат да се видят само останки от тях. В селото е имало е също кметство, детска градина, здравен пункт, фурна, магазин, църква, джамия и воденица. 

## Културни и природни забележителности
В близост до село Рибен дол се намира резерватът Кормисош. Той представлява голяма скална стена и е едно от местата, на които се срещат голям брой диви кози. На върха на Червения камък са открити останки от древнотракийско светилище.
Част от археологическото наследство в община Баните е една от регистрираните християнски църкви в местност Клисе чаир в село Рибен дол, която е унищожена по време на турското робство.

## Редовни събития
В първата събота и неделя на август се провежда родова среща на селото, като се прави и курбан за здраве.